# Râul Târnava Mică (sit SCI)
Râul Târnava Mică  este o arie protejată (arie specială de conservare — SAC, sit de importanță comunitară — SCI) din România, desemnată în scopul protejării biodiversității și menținerii într-o stare de conservare favorabilă a florei spontane și faunei sălbatice, precum și a habitatelor naturale de interes comunitar aflate în arealul zonei de protecție. Aceasta se întinde pe o suprafață de 315,5 ha, integral pe uscat.

## Localizare
Centrul sitului Râul Târnava Mică este situat la coordonatele 46°22′56″N 24°27′31″E / 46.382261°N 24.458678°E. Situl se întinde pe teritoriul administrativ al orașului Sângeorgiu de Pădure, pe cel al municipiului Târnăveni și pe cele ale comunelor Bahnea, Bălăușeri, Coroisânmărtin, Gănești, Mica, Suplac și Zagăr din județul Mureș.

## Înființare
Situl Râul Târnava Mică a fost declarat sit de importanță comunitară (ROSCI0384) în septembrie 2011 pentru a proteja 12 specii de animale. Situl a fost protejat și ca arie specială de conservare (ROSAC0384) în mai 2022.

## Biodiversitate
Situată în ecoregiunea continentală, aria protejată nu include niciun habitat protejat.
La baza desemnării sitului se află mai multe specii protejate:
- amfibieni (3): buhai de baltă cu burtă roșie (Bombina bombina), izvoraș-cu-burta-galbenă (Bombina variegata), triton cu creastă (Triturus cristatus)
- pești (6): mreană vânătă (Barbus petenyi), zvârlugă (Cobitis taenia Complex), boarță (Rhodeus amarus), porcușor de nisip (Romanogobio kesslerii), porcușor de șes (Romanogobio vladykovi), câră (Sabanejewia balcanica)
- mamifere (1): vidră de râu (Lutra lutra)
- nevertebrate (2): fluturele purpuriu (Lycaena dispar), scoică-mică-de-râu (Unio crassus)

Pe lângă cele 12 specii aflate la baza desemnării sitului, pe teritoriul acestuia a mai fost identificat hârciogul european (Cricetus cricetus), un mamifer rozător ocrotit la nivel european.